# Maciej Duda
Maciej Duda - krytyk literacki, literaturoznawca, psychoterapeuta.
Doktor habilitowany nauk humanistycznych, profesor Uniwersytetu Szczecińskiego, certyfikowany trener, socjoterapeuta.

## Wykształcenie i aktywność zawodowa
Stopień naukowy doktora nauk humanistycznych uzyskał w 2012 roku, habilitację w 2018 roku. Badawczo zajmuje się literaturą XIX i XX wieku, teorią literatury oraz krytyką literacką w ujęciu psychoterapeutycznym. Jako krytyk związany z czasopismami  "ArtPapier" (2010-2021), "CzasKultury.pl" (obecnie).
Zajęcia ze studentami prowadzi na Wydziale Humanistycznym Uniwersytetu Szczecińskiego. Zawodowo pracę naukową i dydaktyczną łączy z praktyką psychoterapeutyczną. Związany z poznańskimi ośrodkami psychoterapii psychodynamicznej.
Posiada dyplom Psychodynamicznego Studium Socjoterapii i Psychoterapii Młodzieży oraz Szkoły Psychoterapii Psychodynamicznej Krakowskiego Centrum Psychodynamicznego, placówki rekomendowanej przez Polskie Towarzystwo Psychologiczne. Jest członkiem Polskiego Towarzystwa Psychoterapii Psychodynamicznej. Pracuje z pacjentami dorosłymi.
Autor artykułów naukowych publikowanych po polsku, angielsku i rosyjsku oraz czterech książek.

## Kontrowersje
Jak ustaliło śledztwo dziennikarskie: w pierwszej instancji sporu sądowego 23 maja 2024 r. Sąd Okręgowy w Szczecinie orzekł, że doszło do ustawienia konkursu zatrudniającego dra hab. M. Dudę na stanowisko profesora uczelni (US) na niekorzyść dra hab. Witolda Wojtowicza. Sąd nie dał wiary, że "konkurs nie był ustawiony pod konkretną osobę". Jak ustalił sąd, zamieszani w tę sprawę byli prof. Inga Iwasiów i prof. Andrzej Skrendo jako przychylni zatrudnieniu M. Dudy (wyrok z 23 maja 2024 r., sygn. VI P 36/20). Uczelnia nie poczuwa się do winy mimo niekorzystnego wyroku I instancji, w związku z tym złożyła apelację.

## Publikacje
- Polskie Bałkany. Proza postjugosłowiańska w kontekście feministycznym, genderowym i postkolonialnym. Recepcja polska, Uniwersitas, Kraków 2012.[10]
- Dogmat płci. Polska Wojna z gender,WN Katedra, Gdańsk 2016.[11]
- Emancypanci i emancypatorzy. Mężczyźni wspierający emancypację Polek w drugiej połowie XIX i na początku XX wieku, WNUS, Szczecin 2017.[12][13]
- Głosy sojuszników spraw kobiet. Pisma mężczyzn wspierających emancypację Polek w drugiej połowie XIX i na początku XX wieku, WNUS, Szczecin 2020.[14][15]

Współredaktor tomów zbiorowych i antologii:
- Gender w podręcznikach[16], red. I. Chmura-Rutkowska, M. Duda, M. Mazurek, A. Sołtysiak-Łuczak tom 1-3, Feminiteka, Warszawa 2016[17].
- Nie-pokoje twórcze. Antologia tekstów studentek i studentów studiów pisarskich uniwersytetu Szczecińskiego, M. Duda, A. Galant, I. Iwasiów, P. Krupiński, M. Nakoniczewski, M. Strzeżek, P. Pawlaczyk, M. Zaborowska-Zagórska, WNUS, Szczecin 2022.[18]
- Inga Iwasiów dla średnio zaawansowanych. Studia, eseje, relacje, red. M. Duda, A. Krukowska, P. Krupiński, WNUS, Szczecin 2023.[19]

## Stypendia i funkcje
Stypendysta Narodowego Centrum Nauki (FUGA 3) oraz Ministerstwa Nauki i Szkolnictwa Wyższego (Stypendium dla wybitnego młodego naukowca 2017-2020). W latach 2017–2023 członek zarządu Polskiego Towarzystwa Genderowego.
Od 2021 roku pełni funkcję redaktora naczelnego kwartalnika „Czasu Kultury” (funkcja parytetowa pełniona z redaktor Lucyną Marzec).